# Оксид урана(IV)
Окси́д ура́на(IV) (диокси́д ура́на, двуо́кись ура́на) — неорганическое бинарное химическое соединение урана с кислородом — вещество тёмно-коричневого, почти чёрного, цвета. Химическая формула UO2 (точнее, UO2±x). Широко используется как ядерное топливо в реакторах.

## Свойства
Температура плавления в зависимости от стехиометрического состава составляет от 2840 до 2875 °C. Диоксид урана — нестехиометрическое соединение, имеющее состав от UO1,6 до UO2,5. Диоксид урана термодинамически устойчив при нагревании в вакууме или в восстановительной атмосфере до температуры 1600 °C и возгоняется без разложения. При более высокой температуре он теряет кислород с образованием достехиометрического диоксида. В присутствии же кислорода, способен растворять его в себе с сохранением кубической структуры кристалла типа флюорита CaF2, причём дополнительные (сверх стехиометрии) атомы кислорода удерживаются в промежутках кристаллической решётки в результате внедрения атомов кислорода в решётку UO2 с образованием фазы UO2±x, где x зависит от температуры. При увеличении содержания кислорода цвет диоксида изменяется от тёмно-коричневого до чёрного.
Диоксид урана обладает сильно-основными свойствами, не реагирует с водой и её парами до 300 °C, не растворяется в соляной кислоте, но растворим в азотной кислоте, царской водке и смеси HNO3 и HF. При растворении в азотной кислоте происходит образование уранил-ионов UO2+
2. Известен один кристаллогидрат диоксида урана UO2·2H2O — чёрный осадок, выпадающий при гидролизе растворов урана. Диоксид урана входит в состав урановых минералов уранинита и клевеита.

## Применение

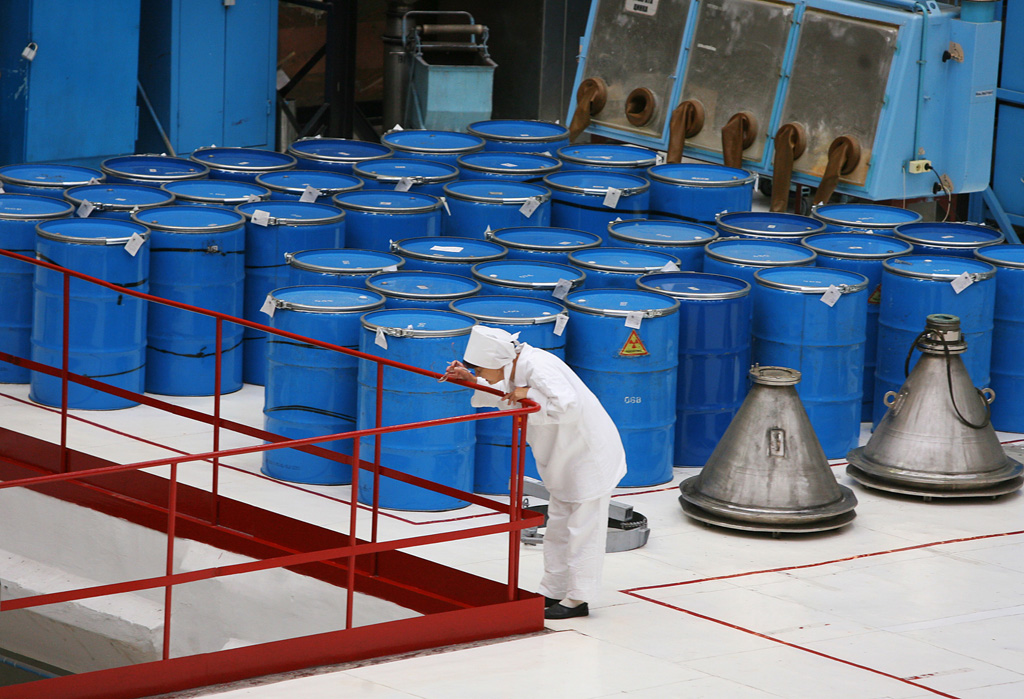
Бочки с сырьем для производства таблеток диоксида урана на Новосибирском заводе химконцентратов

У диоксида урана нет фазовых переходов, он менее подвержен газовому распуханию, чем сплавы урана. Это позволяет повысить глубину выгорания в ядерных реакторах до нескольких процентов. Диоксид урана не взаимодействует с цирконием, ниобием, нержавеющей сталью и другими материалами при высоких температурах.
Эти свойства позволяют применять его в ядерных реакторах, получая высокие температуры и, следовательно, высокий КПД реактора. ТВЭЛы из диоксида урана изготавливаются в виде брусков, трубок, таблеток и т. д. методами керамической технологии: холодным прессованием и выдавливанием с последующим спеканием изделий или горячим прессованием. В виде порошка диоксид урана диспергируется в металлических, графитовых или керамических матрицах. Основной недостаток керамики — низкая теплопроводность — 4,5 Вт/(м·К) (при температуре 800 °C). Кроме того, горячая керамика очень хрупка и может растрескиваться.
Диоксид урана, как и другие оксиды урана, используется также как промежуточный продукт при производстве других урановых соединений, главным образом фторидов. В общем, все оксиды урана являются наиболее устойчивыми его соединениями, в связи с чем широко используются как для хранения урана, так и как промежуточное звено между урановорудным, аффинажно-металлургическим и фторидными урановыми производствами.

## Получение
Диоксид урана можно получить, восстанавливая водородом высшие оксиды:
{\displaystyle {\mathsf {U_{3}O_{8}+2H_{2}\rightarrow 3UO_{2}+2H_{2}O}}}
или оксалат уранила:
{\displaystyle {\mathsf {UO_{2}C_{2}O_{4}\cdot 3H_{2}O+H_{2}\rightarrow UO_{2}+CO\uparrow +CO_{2}\uparrow +4H_{2}O}}}